# ジュニオール・ウォルター・メシアス
ジュニオール・メシアス（Junior Messias, 1991年5月13日 - ）は、ブラジル・ベロオリゾンテ出身のサッカー選手。ジェノアCFC所属。ポジションはミッドフィールダー、フォワード。

## クラブ経歴

### ASカザーレ・カルチョ
元トリノの選手兼監督のエツィオ・ロッシに見いだされ、説得される形で2015年にカザーレ・カルチョに入団した。

### ASDキエーリ
2016年7月23日、キエーリに移籍した。2017年7月1日、クラブはメシアスとの契約を解除した。

### ACゴッツァーノ
2017年12月29日、ゴッツァーノへ入団した。2019年1月30日にクロトーネへ売却するも、2018-19シーズン終了まではレンタルという形でゴッツァーノでプレーした。

### FCクロトーネ
2019年1月30日、クロトーネへ移籍した。2019年1月31日、ゴッツァーノへレンタル移籍した。2019年6月30日、ローン期間を終了しクロトーネへ移籍した。

### ACミラン
2021年8月31日、ACミランにシーズン終了までのレンタルで移籍した。11月24日、UEFAチャンピオンズリーグのグループステージ、アトレティコ・マドリード戦において後半65分より途中出場し、CLデビュー戦でゴールを決めた。試合は1-0と勝利した。
2022年7月7日、ACミランに完全移籍した。契約期間は2024年6月30日まで。
2023年8月11日、ジェノアCFCへの買取オプション付きで2024年6月30日までのローン移籍が発表された。同時にミランとの契約を2025年6月30日まで延長した。

### ジェノアCFC
2024年1月13日、買取オプションの義務を満たした為、ジェノアCFCへ完全移籍した。

## エピソード
- 冷蔵庫の配達人として仕事をしながらアマチュアチームでプレー。噂を聞きつけたトリノOBのレジェンド、エツィオ・ロッシの目にとまる。ロッシは試合後にピッチに降り立ち、「彼のような選手がこんなところにいちゃいけない」と進言。下部リーグのクラブとの契約にこぎつけた[7]。

## 個人成績
2024年5月27日現在
| クラブ         | シーズン | リーグ       | リーグ | リーグ | カップ | カップ | リーグカップ | リーグカップ | 国際大会 | 国際大会 | その他 | その他 | 通算 | 通算 |
| クラブ         | シーズン | ディビジョン | 出場   | 得点   | 出場   | 得点   | 出場         | 得点         | 出場     | 得点     | 出場   | 得点   | 出場 | 得点 |
| -------------- | -------- | ------------ | ------ | ------ | ------ | ------ | ------------ | ------------ | -------- | -------- | ------ | ------ | ---- | ---- |
| キエーリ       | 2016-17  | セリエD      | 33     | 14     | 1      | 1      | —            | —            | —        | —        | —      | —      | 34   | 15   |
| ゴッツァーノ   | 2017-18  | セリエD      | 19     | 4      | 1      | 0      | —            | —            | —        | —        | 3      | 1      | 23   | 5    |
| ゴッツァーノ   | 2018-19  | セリエC      | 32     | 4      | 3      | 1      | —            | —            | —        | —        | —      | —      | 35   | 5    |
| クロトーネ     | 2019-20  | セリエB      | 34     | 6      | 2      | 0      | —            | —            |          |          |        |        | 36   | 6    |
| クロトーネ     | 2020-21  | セリエA      | 36     | 9      | 1      | 0      | —            | —            | —        | —        | —      | —      | 37   | 9    |
| ミラン (Loan)  | 2021-22  | セリエA      | 26     | 5      | 4      | 0      | —            | —            | 2        | 1        | —      | —      | 32   | 6    |
| ミラン         | 2022-23  | セリエA      | 25     | 5      | 1      | 0      | 1            | 0            | 9        | 1        | —      | —      | 36   | 6    |
| ジェノア(loan) | 2023-24  | セリエA      | 8      | 1      | —      | —      | —            | —            | —        | —        | —      | —      | 8    | 1    |
| ジェノア       | 2023-24  | セリエA      | 10     | 0      | —      | —      | —            | —            | —        | —        | —      | —      | 10   | 0    |
| 総通算         | 総通算   | 総通算       | 223    | 48     | 13     | 2      | 1            | 0            | 11       | 2        | 3      | 1      | 251  | 53   |